# Klimaat van Azerbeidzjan

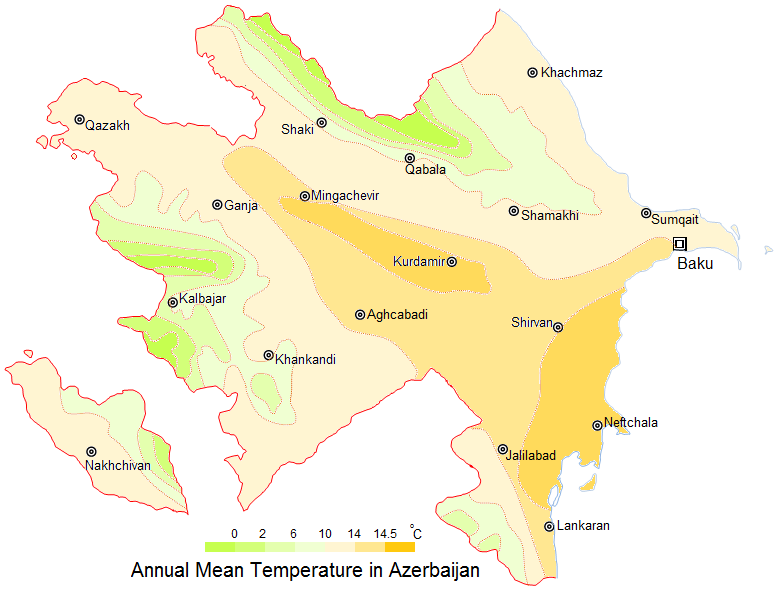
Gemiddelde jaarlijkse temperatuur in Azerbeidzjan (°C/jaar).

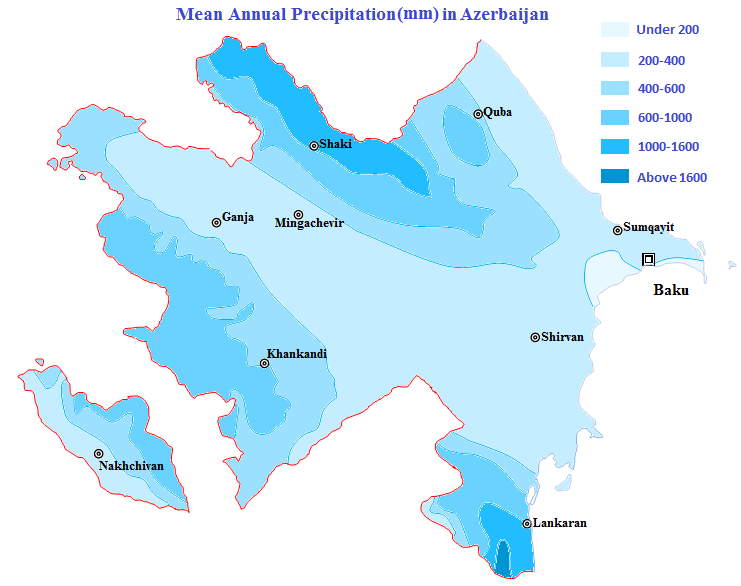
Gemiddelde jaarlijkse neerslag in Azerbeidzjan (mm/jaar).

Het klimaat van Azerbeidzjan wordt beïnvloed door de koude Arctische luchtmassa's van het Scandinavische hogedrukgebied, gematigde van de Siberische anticycloon en Centraal-Aziatische anticycloon. Het diverse landschap van Azerbeidzjan is beïnvloed op de manier waarop de luchtmassa's het land binnenkomen.
De Grote Kaukasus beschermt het land tegen de directe invloed van koude luchtmassa's vanuit het noorden. Dat leidt tot een milder klimaat op de meeste vlakten en heuvels van het land. Daarnaast baden de vlaktes en heuvels in fel zonlicht.
9 van de 11 bestaande klimaatzones zijn te vinden in Azerbeidzjan.
De kust van de Kaspische Zee en de laaggelegen gebieden van Azerbeidzjan hebben een gematigd tot subtropisch klimaat, het binnenland heeft een continentaal klimaat en de berggebieden hebben een toendraklimaat. Aan de kust en de laaggelegen gebieden liggen de temperaturen in de zomermaanden tussen de 25 en 30 graden en in de wintermaanden tussen de 0 en 5 graden. In de berggebieden kunnen de temperaturen in de wintermaanden richting de −20 graden gaan.
Zowel de absolute minimumtemperatuur (−33°C) en de absolute maximumtemperatuur (46°C) zijn waargenomen in Culfa en Ordubad in Nachitsjevan.
De meeste jaarlijkse neerslag valt in Lankaran aan de voet van het Talyshgebergte (1600 tot 1800 mm) en de minste op het schiereiland Apsjeron (200 tot 350 mm).

## Klimatogram
| Maand                       | jan | feb | mrt | apr  | mei  | jun  | jul  | aug  | sep  | okt  | nov  | dec | Jaar |
| --------------------------- | --- | --- | --- | ---- | ---- | ---- | ---- | ---- | ---- | ---- | ---- | --- | ---- |
| Gemiddeld maximum (°C)      | 6,6 | 6,3 | 9,8 | 16,4 | 22,1 | 27,3 | 30,6 | 29,7 | 25,6 | 19,6 | 13,5 | 9,7 | 18,1 |
| Gemiddelde temperatuur (°C) | 3,4 | 4,0 | 6,9 | 12,5 | 17,7 | 22,2 | 25,3 | 24,4 | 21,2 | 15,8 | 10,4 | 6,0 | 15,1 |
| Gemiddeld minimum (°C)      | 2,1 | 2,0 | 4,2 | 9,4  | 14,9 | 19,7 | 22,6 | 22,9 | 19,4 | 13,6 | 8,8  | 4,8 | 12,0 |
|                             |     |     |     |      |      |      |      |      |      |      |      |     |      |
| Neerslag (mm)               | 21  | 20  | 21  | 18   | 18   | 8    | 2    | 6    | 15   | 25   | 30   | 26  | 210  |
| Bron: Hong Kong Observatory |     |     |     |      |      |      |      |      |      |      |      |     |      |

| Maand                       | jan | feb | mrt  | apr  | mei  | jun  | jul  | aug  | sep  | okt  | nov  | dec  | Jaar  |
| --------------------------- | --- | --- | ---- | ---- | ---- | ---- | ---- | ---- | ---- | ---- | ---- | ---- | ----- |
| Gemiddeld maximum (°C)      | 7,2 | 7,2 | 11,0 | 17,5 | 22,5 | 27,2 | 30,4 | 29,5 | 25,9 | 19,9 | 14,1 | 10,1 | 18,5  |
| Gemiddelde temperatuur (°C) | 4,4 | 4,2 | 7,0  | 12,9 | 18,5 | 23,5 | 26,4 | 26,3 | 22,5 | 16,6 | 11,2 | 7,3  | 14,3  |
| Gemiddeld minimum (°C)      | 0,0 | 1,0 | 3,9  | 8,6  | 13,1 | 17,5 | 20,1 | 19,7 | 16,9 | 11,8 | 6,7  | 2,5  | 10,1  |
|                             |     |     |      |      |      |      |      |      |      |      |      |      |       |
| Neerslag (mm)               | 91  | 114 | 90   | 50   | 54   | 22   | 17   | 50   | 143  | 259  | 168  | 88   | 1.146 |
| Bron: Hong Kong Observatory |     |     |      |      |      |      |      |      |      |      |      |      |       |